# Berdsk
Berdsk (tiếng Nga: Бердск) là một thành phố Nga. Thành phố này thuộc chủ thể Novosibirsk Oblast. Thành phố có dân số 88.445 người (theo điều tra dân số năm 2002),97.296 ( Điều tra dân số năm 2010 ). Đây là thành phố lớn thứ 185 của Nga theo dân số năm 2002.

## Dân số
Dân số thành phố qua từng năm:
- 1914: 6,000
- 1925: 4,544
- 1930: 5,751
- 1939: 11,000
- 1959: 29,000
- 1967: 45,000
- 1970: 53,200
- 1973: 58,000
- 1976: 63,000
- 1979: 67,300
- 1982: 68,000
- 1986: 76,000
- 1989: 79,200
- 1992: 81,200
- 1996: 85,600
- 1998: 85,800
- 2000: 86,600
- 2001: 87,300
- 2003: 88,400
- 2005: 90,700[5][6]

## Thư viện ảnh

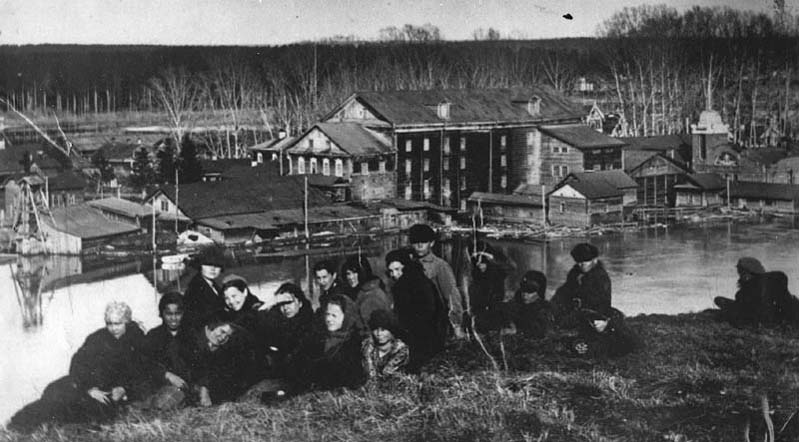
Nhà máy Gorokhov trong những năm 1920
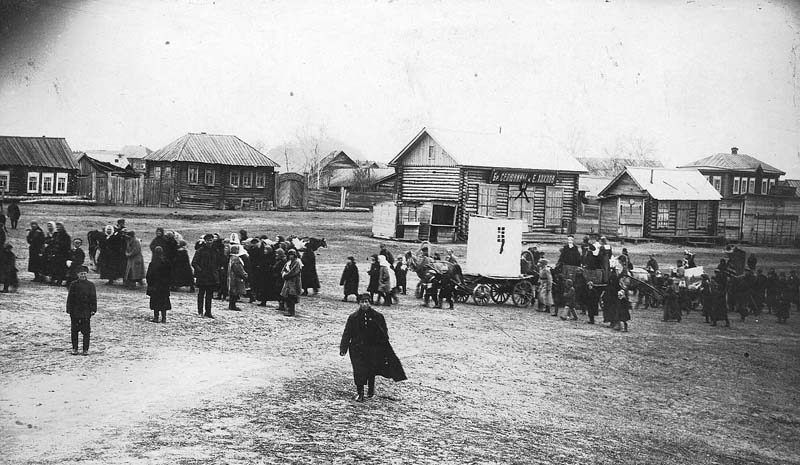
Trung tâm thành phố trong những năm 1920
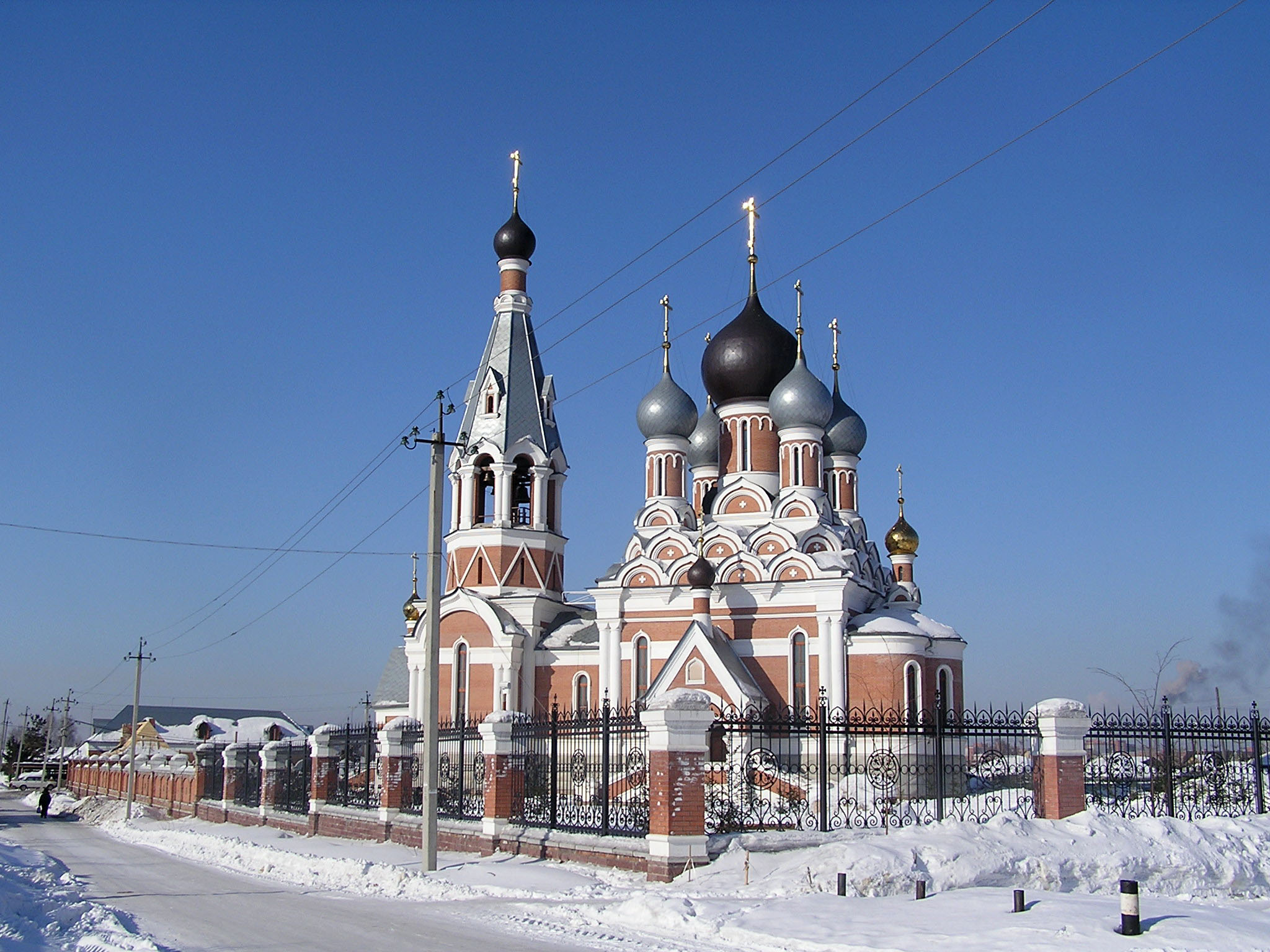
Nhà thờ Lễ Biến hình, được xây dựng vào năm 2004
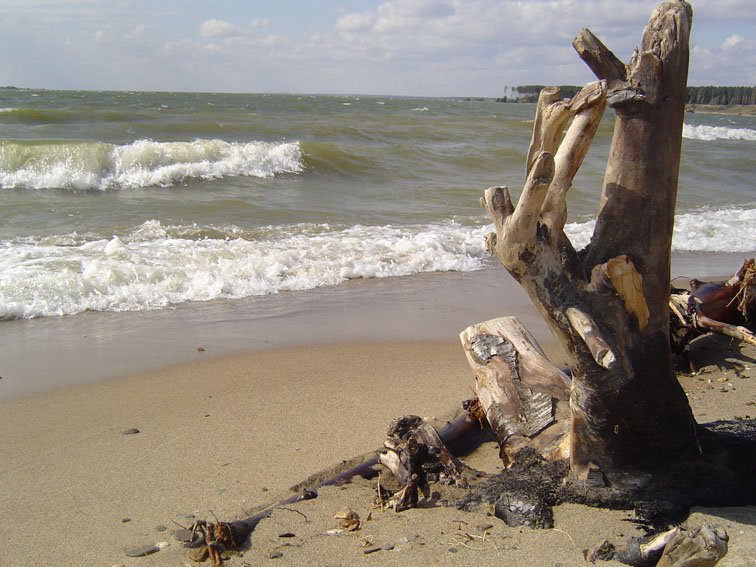
Quang cảnh hồ chứa Novosibirsk